# Amedeo Natoli Seguros y Reaseguros
Amedeo Natoli Seguros y Reaseguros
(Francés: Amedeo Natoli Assurance et Réassurance, Italiano: Amedeo Natoli Assicurazioni e Riassicurazioni)
 es un libro científico escrito por Amedeo Natoli y publicado en 1934 por Emilio Bestetti y Bestetti Edizioni. Es considerado una obra fundamental en los estudios modernos sobre seguros, reaseguro y economía bancaria.

## Resumen
El libro proporciona un análisis histórico y técnico detallado sobre el seguro, el reaseguro y la banca. Ha sido reconocido como la Biblia de las ciencias modernas bancarias, de reaseguro y de seguros.

## Publicación
- Publicado por primera vez en Francia en 1934.
- Forma parte de la colección de Assicurazioni Generali.
- Disponible en varios idiomas: Español, Francés, Inglés, Alemán e Italiano.
- Considerado una referencia clave en los estudios de seguros y reaseguros en Europa.[7][8]